# Поле (община Толмин)
Вижте пояснителната страница за други значения на Поле.
Поле (на словенски: Polje) е село в Словения, регион Горишка, община Толмин. Според Националната статистическа служба на Република Словения през 2015 г. селото има 35 жители.